# Vardané-Vérino
Vardané-Vérino - Вардане-Верино (rus) - és un poble del krai de Krasnodar, a Rússia. Es troba al naixement del riu Màlaia Kherota, a 20 km al sud-est de Sotxi i a 187 al sud-est de Krasnodar, la capital.
Pertany al municipi de Kudepsta.